# EP200型电力机车
EP200型电力机车（俄語：ЭП200）是俄罗斯科洛姆纳工厂在TEP80型柴油机车基础上开发研制的高速客运电力机车，适用于供电制式为25千伏工频单相交流电的电气化铁路。EP200型电力机车的主要电气设备由全俄电力机车研究与设计院设计，并由诺沃切尔卡斯克电力机车厂制造。
EP200型电力机车为单节八轴的交—直—交流电传动电力机车，转向架结构与TEP80型柴油机车相同，机车轴式为（Bo+Bo）-（Bo+Bo），采用晶闸管逆变器、三相交流同步牵引电动机，牵引电动机采用架悬式全悬挂安装方式。机车最高运行速度为200公里/小时，走行部构造速度为250公里/小时，机车功率为8000千瓦，电制动采用再生制动，机车并设有列车供电系统，能够向列车提供3000伏直流电源。